# Dotakon
Dotakon (めちゃっこドタコン?, Mechakko Dotakon) è un anime giapponese diretto da Takeshi Shirato e prodotto dalla Kokusai Eigasha nel 1981 in 28 episodi. La serie è stata trasmessa dal network Fuji TV a partire dall'aprile 1981.

## Trama
Michiru Dan è l'eccentrica figlia di una facoltosa famiglia giapponese, che a differenza delle due sorelle e malgrado il desiderio della propria famiglia, passa la maggior parte del proprio tempo, inventando nuove invenzioni nel proprio laboratorio. Una di queste invenzioni è proprio il robot Dotakon, dalle fattezze di un bambino combina guai, ma molto generoso. Michiru crea Chopiko, sorella minore di Dotakon nelle fattezze di una graziosa bimba, il cui viso è per metà coperto da un guscio d'uovo. La loro natura "robotica" unita alla grande ingenuità che ne consegue, metterà spesso i due ragazzini androidi in equivoci ed avventure.

## Personaggi
- Dotakon: Kazuko Sugiyama (giapponese); Massimo Corizza (italiano)
- Chobiko: Fuyumi Shiraishi (giapponese); Piera Vidale (italiano)
- Michiru Dan: Seiko Nakano (giapponese); Piera Vidale (italiano)
- Kapone Gorilla: Shingo Kanemoto (giapponese); Ugo Bologna (italiano)

+ altre voci  Roberto Del Giudice,  Marcello Prando,  Massimo Corizza

## Episodi
- 01) Il divertente robot Dotakon
- 02) Una famiglia molto vivace
- 03) Il trio invincibile
- 04) Una grande invenzione
- 05) Ahi, che terribile mal di denti
- 06) Un nuovo studente
- 07) Viaggio alle Hawaii
- 08) Gruppo 0 RH negativo
- 09) L'amicizia degli uomini
- 10) La grande gara della maratona
- 11) Vacanze al campeggio
- 12) L'irremovibile papà
- 13) Un vero robot
- 14) Qualcosa di buono
- 15) L'amore fa strani scherzi
- 16) Siamo tutti principi
- 17) L'incontro di lotta
- 18) La prigione rock
- 19) Capone - Uomo o scimmia
- 20) La fiera fantastica
- 21) Il grande spettacolo di Pedro
- 22) Caccia al tesoro
- 23) Il misterioso Gingira
- 24) Mi piacerebbe andare in America
- 25) La stella del cinema
- 26) Gara di atletica
- 27) La macchina del tempo
- 28) La vendetta del Dr. Robo-robo